# Arnold Moss
Arnold Moss (* 28. Januar 1910 in Brooklyn, New York City; † 15. Dezember 1989 in New York City) war ein US-amerikanischer Theater- und Filmschauspieler.

## Leben
Arnold Moss studierte zunächst Latein und Griechisch am City College of New York. Nachdem er an der Columbia University seinen Master in Altfranzösisch gemacht hatte, unterrichtete er von 1933 bis 1940 Schauspiel am Brooklyn College. Nebenbei versuchte er sich als Schauspieler auf der Bühne. Er schloss sich zunächst für zwei Jahre Eva Le Galliennes Civic Repertory Theatre an. Im Jahr 1929 hatte er bereits sein Debüt am Broadway gegeben, wo er bis Anfang der 1970er Jahre wiederholt auftrat, unter anderem in Shakespeare-Stücken wie Der Sturm, Was ihr wollt, König Lear und Maß für Maß. Für seine Darstellung des Prospero in Der Sturm und des Malvolio in Was ihr wollt erhielt er gute Kritiken.
Mit seiner tiefen Stimme und tadellosen Aussprache arbeitete er ab den 1930er Jahren regelmäßig auch beim Radio. Er spielte in zahlreichen Hörspielen und war Sprecher bei CBS Radio in New York.
Im Jahr 1946 gab er sein Leinwanddebüt, worauf er aufgrund seines dunklen Aussehens zumeist in Nebenrollen als Bösewicht oder als ausländischer Bandit in Hollywood-Produktionen zu sehen war. Ab den 1950er Jahren wirkte er als Gastdarsteller in zahlreichen US-amerikanischen Fernsehserien mit, so z. B. in Alfred Hitchcock präsentiert (1958), Raumschiff Enterprise (1966), Immer wenn er Pillen nahm (1967), Bonanza (1968) und Fantasy Island (1978). Er widmete sich jedoch weiterhin hauptsächlich dem Theater und tourte mit der von ihm gegründeten Theatergruppe, den Shakespeare Festival Players, durch die Vereinigten Staaten. Anfang der 1960er Jahre erhielt er an der New York University einen Doktortitel. Zudem schrieb er Artikel über das Theater für die New York Times.
Ab 1933 war er mit Stella Reynolds verheiratet, mit der er zwei Kinder hatte, Andrea und Jeff Moss (1942–1998). Jeff war später als Komponist ebenfalls im Filmgeschäft tätig. Arnold Moss starb 1989 im Alter von 79 Jahren in seiner Heimatstadt New York an Lungenkrebs.

## Filmografie (Auswahl)
- 1946: Temptation
- 1948: Liebesnächte in Sevilla (The Loves of Carmen)
- 1949: Guillotine (Reign of Terror)
- 1949: Tödliche Grenze (Border Incident)
- 1950: Kim – Geheimdienst in Indien (Rudyard Kipling’s Kim)
- 1950–1953: Suspense (TV-Serie, sechs Folgen)
- 1951: Quebec
- 1951: Der Rächer von Casamare (Mask of the Avenger)
- 1951: Spione, Liebe und die Feuerwehr (My Favorite Spy)
- 1951: Viva Zapata!
- 1952/1953: Tales of Tomorrow (TV-Serie, zwei Folgen)
- 1953: Salome
- 1953: Omnibus (TV-Serie, eine Folge)
- 1953: You Are There (TV-Serie, eine Folge)
- 1954: Der Schürzenjäger von Venedig (Casanova’s Big Night)
- 1954: Gewehre für Bengali (Bengal Brigade)
- 1955: Die Hölle von Dien Bien Phu (Jump into Hell)
- 1955: Dem Teufel auf der Spur (Hell’s Island)
- 1956: The Adventures of Marco Polo (TV-Film)
- 1956: Climax! (TV-Serie, eine Folge)
- 1957: Der 27. Tag (The 27th Day)
- 1962: Alfred Hitchcock präsentiert (Alfred Hitchcock Presents) (TV-Serie, eine Folge)
- 1959: Markham (TV-Serie, eine Folge)
- 1960: Westlich von Santa Fé (The Rifleman) (TV-Serie, eine Folge)
- 1962: Schauplatz Los Angeles (The New Breed) (TV-Serie, eine Folge)
- 1962: Alfred Hitchcock zeigt (The Alfred Hitchcock Hour) (TV-Serie, eine Folge)
- 1962: St. Dominic und seine Schäfchen (Going My Way) (TV-Serie, eine Folge)
- 1964: Route 66 (TV-Serie, eine Folge)
- 1965: The Fool Killer
- 1965: Solo für O.N.C.E.L. (The Man from U.N.C.L.E.) (TV-Serie, eine Folge)
- 1965: Amos Burke (TV-Serie, eine Folge)
- 1966: Laredo (TV-Serie, eine Folge)
- 1966: Dancer für U.N.C.L.E. (The Girl from U.N.C.L.E.)
- 1966: Raumschiff Enterprise (Star Trek) (TV-Serie, Episode 13 aus Staffel 1: Kodos, der Henker)
- 1966: Das Mädchen aus der Cherry-Bar (Gambit)
- 1967: Time Tunnel (The Time Tunnel) (TV-Serie, eine Folge)
- 1967: Immer wenn er Pillen nahm (Mr. Terrific) (TV-Serie, eine Folge)
- 1967: Daniel Boone (TV-Serie, eine Folge)
- 1967: Die Bankräuber-Bande (The Caper of the Golden Bulls)
- 1968: Bonanza (TV-Serie, eine Folge)
- 1971: Gideon (TV-Film)
- 1976: Serpico (TV-Serie, eine Folge)
- 1978: Fantasy Island (TV-Serie, eine Folge)
- 1979: The Edge of Night (TV-Serie, zehn Folgen)
- 1983: Liebe, Lüge, Leidenschaft (One Life to Live) (TV-Serie, eine Folge)

## Bühnenauftritte (Auswahl)
- 1930: Romeo und Julia (Romeo and Juliet) von William Shakespeare – Civic Repertory Theatre, New York
- 1931: Die Kameliendame (La Dame aux camélias) von Alexandre Dumas der Jüngere – Civic Repertory Theatre, New York
- 1940: The Fifth Column nach Ernest Hemingway – Alvin Theatre, New York
- 1945: Der Sturm (The Tempest) von William Shakespeare – als Prospero, Alvin Theatre und Broadway Theatre, New York
- 1949: Was ihr wollt (Twelth Night) von William Shakespeare – als Malvolio, Empire Theatre, New York
- 1950–1951: König Lear (King Lear) von William Shakespeare – als Earl von Gloucester, National Theatre, New York
- 1957: Maß für Maß (Measure for Measure) von William Shakespeare – als Herzog, Phoenix Theatre, New York